# Kosteletzkya blanchardii
Kosteletzkya blanchardii är en malvaväxtart som beskrevs av P.A. Fryxell. Kosteletzkya blanchardii ingår i släktet Kosteletzkya och familjen malvaväxter. Inga underarter finns listade i Catalogue of Life.